# Avenida de Berlim
Die Avenida de Berlim (deutsch Berliner Allee) ist eine übergeordnete Innerortsstraße in der Stadtgemeinde Olivais der portugiesischen Hauptstadt Lissabon. Sie führt vom Parque das Nações in westlicher Richtung zum  Flughafen Lissabon-Portela, wo Arme der Straße auch in die Avenida das Comunidades Portuguesas, die Avenida Cidade do Porto und die Avenida Marechal Craveiro Lopes münden.

## Geschichte
Die Straße wurde Ende der 1930er Jahre im Zuge der Errichtung der beiden neuen Lissabonner Flughäfen gebaut. Sie sollte als schnelle Autoverbindung zwischen dem heutigen Aeroporto da Portela und dem am Fluss Tejo gelegenen Landeplatz für Wasserflugzeuge Aeroporto Marítimo de Cabo Ruivo dienen. Ursprünglicher Name der Straße war Avenida de Ligação entre Aeroportos bzw. Avenida Entre-Aeroportos.
Nach Stilllegung des Wasserflughafens Ende der 1950er Jahre beschloss die Câmara Municipal von Lissabon am 28. Dezember 1964 die Umbenennung der Straße in Avenida de Berlim. Die Namensänderung geht auf ein Schreiben des Botschafters der Bundesrepublik Deutschland zurück, der beantragt hatte, die Straße, an der die Deutsche Schule lag, nach der Stadt Berlin zu benennen.